# Hanseniaspora
Гансеніаспора (Hanseniaspora) — рід грибів родини Saccharomycodaceae. Назва вперше опублікована 1911 року.